# غريتا إسبينوزا
غريتا إسبينوزا (بالإسبانية: Greta Espinoza) هي لاعبة كرة قدم مكسيكية، ولدت في 5 يونيو 1995 في تيخوانا في المكسيك. شاركت مع منتخب المكسيك تحت 17 سنة للسيدات لكرة القدم ‏ ومنتخب المكسيك لكرة القدم للسيدات. أما مع النوادي، فقد لعبت مع Arizona Strikers FC ‏.

## وصلات خارجية
- غريتا إسبينوزا على موقع الاتحاد الدولي (مؤرشف)  (الإنجليزية)
- غريتا إسبينوزا على موقع الاتحاد الأوربي (الإنجليزية)
- غريتا إسبينوزا على موقع بطولة كرة القدم المكسيكية للسيدات (الإسبانية)
- غريتا إسبينوزا على موقع قاعدة بيانات كرة القدم.إي يو (الإنجليزية)
- غريتا إسبينوزا على موقع Soccerway.com (الإنجليزية)